# Labania straminea
Labania straminea är en stekelart som beskrevs av Karl-Johan Hedqvist 1963. Labania straminea ingår i släktet Labania och familjen bracksteklar. Inga underarter finns listade i Catalogue of Life.